# Shampain
Singles de Marina and the Diamonds
Oh No!
(2010) Primadonna
(2012)
Pistes de The Family Jewels
Are You Satisfied?
(1) I Am Not a Robot
(3)
Shampain est une chanson de l'auteure-compositrice-interprète britannique Marina and the Diamonds. Elle est sortie le 11 octobre 2010 en tant que cinquième et dernier single de The Family Jewels, le premier album studio de la chanteuse.

## Genèse
Lorsqu'on lui a demandé sur quoi portait le morceau Shampain ainsi que sur la production effectuée derrière, Diamandis a déclaré :

« [Shampain parle] du côté déprimant quant au fait de s'enivrer, du côté de l'oblitération de passer un bon moment. C'était en fait la première co-écriture que j'ai faite… c'était bon d'écrire une chanson pop simple car quand j'écris seule les mélodies se perdent. C'était bon de faire quelque chose d'un peu plus léger et il s'agit probablement du morceau le plus léger sur un de mes albums. Ça parle d'insomnie et des joies du champagne. »

Concernant la co-écriture, elle a indiqué : « je déteste ça normalement mais je l'ai fait parce que c'est tellement difficile pour moi. Dès que je l'ai fait, je me suis rendu compte que je suis réellement heureuse de ce que j'ai. J'ai eu le plaisir de travailler avec trois grands noms... Shampain a été écrit avec Pascal Gabriel, Liam Howe et nous avons pris beaucoup de plaisir à le faire ».
Shampain a été utilisé dans un épisode du soap opera de BBC Switch, The Cut. Initialement, la chanson portait le titre provisoire The Shampain Sleeper, jusqu'en 2009.

## Vidéoclip
Le vidéoclip de Shampain a été réalisé par Kim Gehri et a été filmé le 24 août 2010 dans un parc de Londres. Il a été dévoilé le 6 septembre 2010. Le clip a un style horreur très gothique. Il commence en montrant une pleine lune et ensuite une scène où des bougies sont soufflées avec le titre du morceau clignotant à l'écran. Diamandis est alors vue couchée sur un coussin de soie noire en même temps que la chanson débute. Un emballage de hamburger vole alors sur son visage et la scène est coupée pour montrer la chanteuse allongée sur les marches d'un kiosque à musique d'un parc. Elle se lève et marche à travers le parc, suivi par des danseuses ivres rappelant les zombies dans le clip de Thriller de Michael Jackson,. La vidéo se termine avec Diamandis se réveillant sur le banc public du même parc, comme si elle avait tout rêvé depuis le début.